# Justin Lee
Justin Lee (ur. 30 września 1989 w Mission Viejo) – koreańsko-amerykański aktor.

## Życiorys
Justin Lee urodził się 30 września 1989, ma dwójkę rodzeństwa. Uczył się w szkole Tesoro High School w Las Flores w stanie Kalifornia, gdzie uzyskał dyplom z Sunny Hills High School.

## Filmografia

### Filmy
- 2007 Zasady Shreddermana jako Todd
- 2008 The Arrested Development Documentary Project jako on sam
- 2009 Po prostu Peck jako Jun
- 2012 Arrested Development jako Annyong Bluth

### Seriale telewizyjne (gościnnie)
- 2003–2006 Bogaci bankruci jako Annyong Bluth
- 2009–2010 Zakochana złośnica jako Charlie Woo
- 2011 Shameless jako Warren